# Restauration du système
Pour les articles homonymes, voir Restauration du système (homonymie) et Restauration.
La restauration du système est une fonctionnalité des systèmes d'exploitation, en particulier sous Microsoft Windows, permettant de ramener différents éléments du système tels que les fichiers système, les clés du registre ou encore les programmes installés, dans un état antérieur à un évènement ayant eu des conséquences négatives pour le bon fonctionnement d'un ordinateur. Cette fonctionnalité a fait son apparition avec Windows Me et est toujours présente sur les versions de Windows qui l'ont suivie, comme Windows 11.
Cette fonction n'est pas spécifique à Windows, et existe depuis longtemps sur la plupart des systèmes d'exploitation, dont Linux,.